# Ślizno
Ślizno (niem. Julienhof) – wieś w Polsce położona w województwie zachodniopomorskim, w powiecie drawskim, w gminie Kalisz Pomorski. W latach 1975–1998 miejscowość administracyjnie należała do województwa koszalińskiego. W roku 2007 wieś liczyła 94 mieszkańców. Miejscowość wchodzi w skład sołectwa Pomierzyn.

## Geografia
Wieś leży ok. 1,5 km na zachód od Pomierzyna.